# 趙朋
趙朋（前1世纪—8年），一作赵明，冯翊郡盩厔芒竹（治今陕西省周至县东南）人，西汉人物。
居摄二年（7年），翟义起兵反对王莽，赵朋和霍鸿听说这个消息後，于是领导茂陵以西至汧二十三县人民起义。赵朋自称将军，攻破当地官府，杀死右辅都尉与斄县令，聚众到达十余万，未央宫都能见到烽火。王莽震惊恐惧，急忙派王级等人率兵前去镇压。次年，王邑平定翟义後，转攻西进，赵朋、霍鸿起义失败，赵朋被杀。